# Charles-Louis Havas
Charles-Louis Havas (Rouen, 5 de juliol de 1783 — Bougival, 21 de maig de 1858) va ser un escriptor i periodista francès, fundador de l'agència de notícies Agence France-Presse (AFP).
Havas es pot considerar el fundador del concepte d'agència de notícies. Traduïa informacions procedents de l'exterior per a la premsa nacional francesa, conscient del seu creixent interès en els assumptes internacionals. El 1825 va fundar la seva pròpia empresa per realitzar aquest treball de traducció. El 1832 va crear l'Agència Havas, l'agència de notícies francesa més antiga, i va començar a proporcionar notícies sobre França a clients estrangers.
Bernhard Wolff i Paul Reuter van ser dos dels seus empleats.